# Argeia atlantica
Argeia atlantica är en kräftdjursart som beskrevs av Clements Robert Markham 1977. Argeia atlantica ingår i släktet Argeia och familjen Bopyridae. Inga underarter finns listade i Catalogue of Life.